# Robert Travers Herford

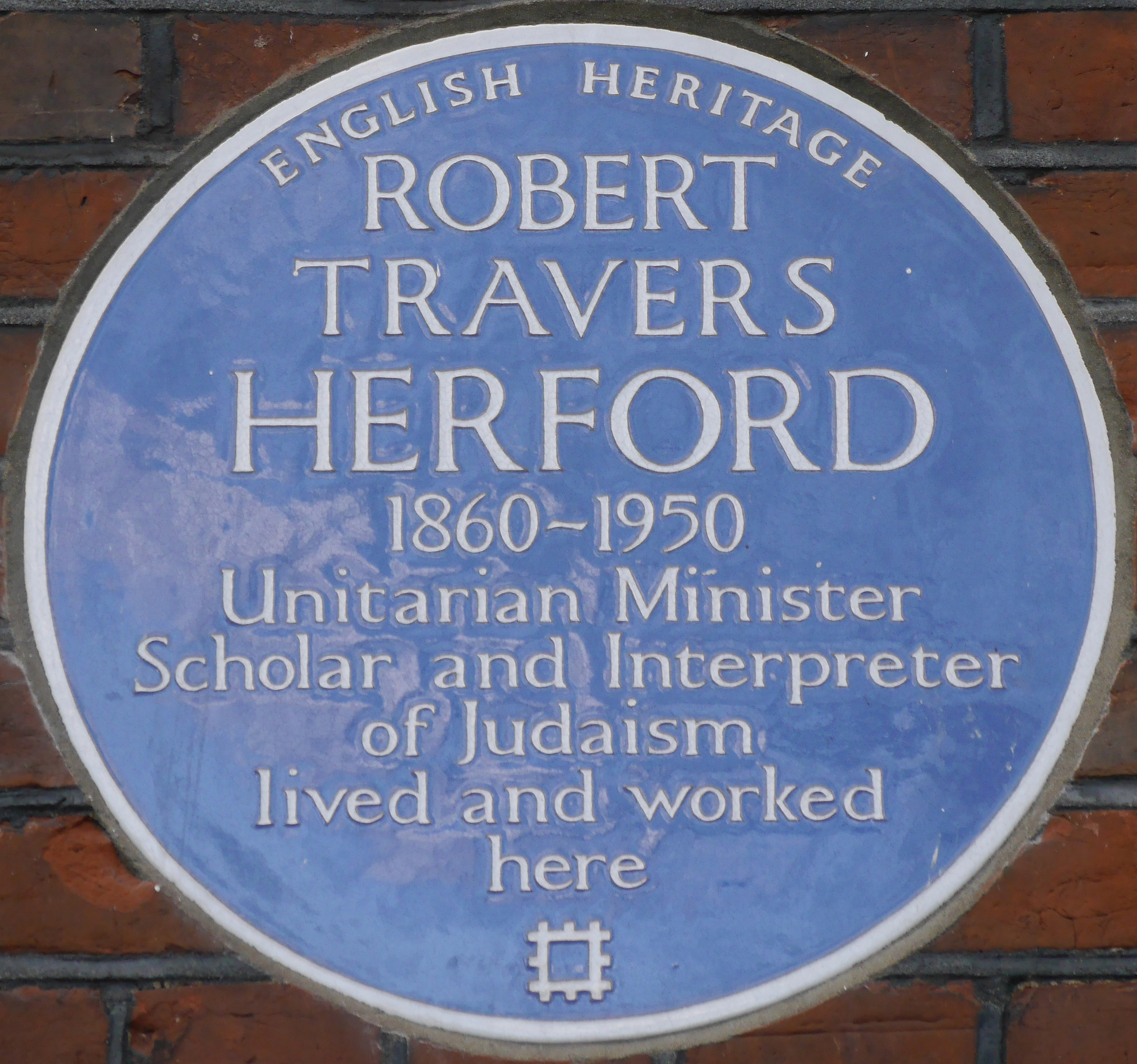
Targa commemorativa a Gordon Square, Londra

Robert Travers Herford (1860 – 1950) è stato un presbitero britannico, ministro della Chiesa unitariana e studioso della letteratura rabbinica.

## Biografia
Nipote di John Gooch Robberds e fratello del professor C. H. Herford dell'Università di Manchester, Robert fu educato all'Owens College di Manchester e al Manchester New College di Londra, dove conseguì il Bachelor of Arts nel 1880.
Completò gli studi all'Università di Leida, grazie ad una borsa di studio dell'Hibbert Trust, fondo della chiesa antitrinitaria avviato e diretto da Robert Hibbert. Dal 1914 al 1925 divenne bibliotecario della Dr. Williams's Library di Londra.

## Opere
La prima pubblicazione di Herford sulla letteratura talmudica risale al 1886, ad un articolo intitolato "The Jerusalem Talmud", pubblicato dalla rivista The Christian Reformer. 
Negli anni del soggiorno londinese mutò i propri pregiudizi sul valore della laicità, retaggio della sua formazione e del precedente contesto familiare. 
Nel 1928 diede alle stampe Judaism in the New Testament Period, scritto di taglio più divulgativo composto in occasione dell'assemblea generale della Free Church e della Chiesa Unitaria.

## Reputazione accademica
Fu considerato uno dei primi studiosi cristiani ad assumere un punto di vista neutrale nello studio delle relazioni esistenti fra Talmud e Nuovo Testamento, riguardo ai Farisei

## Pubblicazioni
- Christianity in Talmud and Midrash, 1903[4]
- Pharisaism: Its Aim and Its Method, 1912
- "What the World Owes to the Pharisees", The Menorah Journal, 1919[5]
- Ethics of the Talmud: Sayings of the Fathers, 1962